# 교통공학
교통공학(交通工學)은 교통의 기능과 안전성의 향상, 주변 환경과의 조화 등을 공업적인 부분에서 연구하는 학문이다. 교통공학은 현재경제사회의 의식주행 중에 하나인 교통분야는 1950년대 미국에서 학문화의 기틀을 다지기 시작했다. 미국의 대표적 교통 공학 전문가인 뉴욕 공과대학의 Roess 교수는 교통공학에 대해서 '도시 가로 및 도로상의 승객과 화물이동을 안전하고 효율적으로 하기 위한 공학의 한 분야'라 하였다. 미국교통기술자회(ITE: Institute of Transportation Engineers)의 정의는 '교통공학은 승객과 화물의 이동을 안전, 신속, 편안, 편리, 경제적이며 환경친화적으로 가능케 하기 위해 각종 교통시설물의 계획, 설계, 운영, 관리에 필요한 기술과 과학적 원칙을 적용하는 것'이다.

## 범위
교통공학의 범위는 다음과 같다.
- 교통계획 : 장래 사회와 경제적변화 여건에 따른 계획대상 지역의 교통 이용행태를 분석하여 교통수요를 예측하고 그 수요에 따른 교통체계의 적정규모와 소요시설을 감안, 최적대안을 도출하여 투자규모를 산정하고 계획을 집행하며 이에 따른 사회, 경제, 환경에 미치는 영향을 분석 평가하여 수정하는 전과정을 의미.
- 교통운영 및 관리 : 교통시설의 운영 및 관리의 효율성과 주변환경과의 조화 등을 제고하기 위하여 교통현황을 분석, 판단하여 교통시설의 합리적인 운영대책을 계획하고 수립하며 그 성과를 측정, 분석, 평가하는 것.
- 교통설계 : 교통의 구성요소인 도로, 가로망, 철도, 궤도, 해로 및 항로 등과 같은 연결체계, 차량, 선박, 항공기 등과 같은 운반수단체계, 사람 및 화물의 출발, 도착, 환승, 주차 등을 위한 정류장 및 터미널 체계 등의 특성과 교통의 행태 및 특성 등을 규명하여 교통수단 및 교통시설의 적정위치, 규모, 경로, 효율적 교통처리를 위한 교통시설의 합리적 운영체계 등을 설계.
- 교통행정 : 기존 교통문제를 분석 검토하여 개선하는 데는 적정시설 규모확층, 수요관리 등 다양한 개선대책이 요망된다. 이와 관련된 과업을 합리적으로 계획, 수립하고 운영하며 관리하기 위해서는 교통행정이 체계적이고 효율적으로 수행되어야 함.